# Stazione di Secugnago
La stazione di Secugnago è una stazione ferroviaria posta sulla linea Milano-Bologna. Serve l'omonimo comune e la limitrofa Brembio.

## Storia

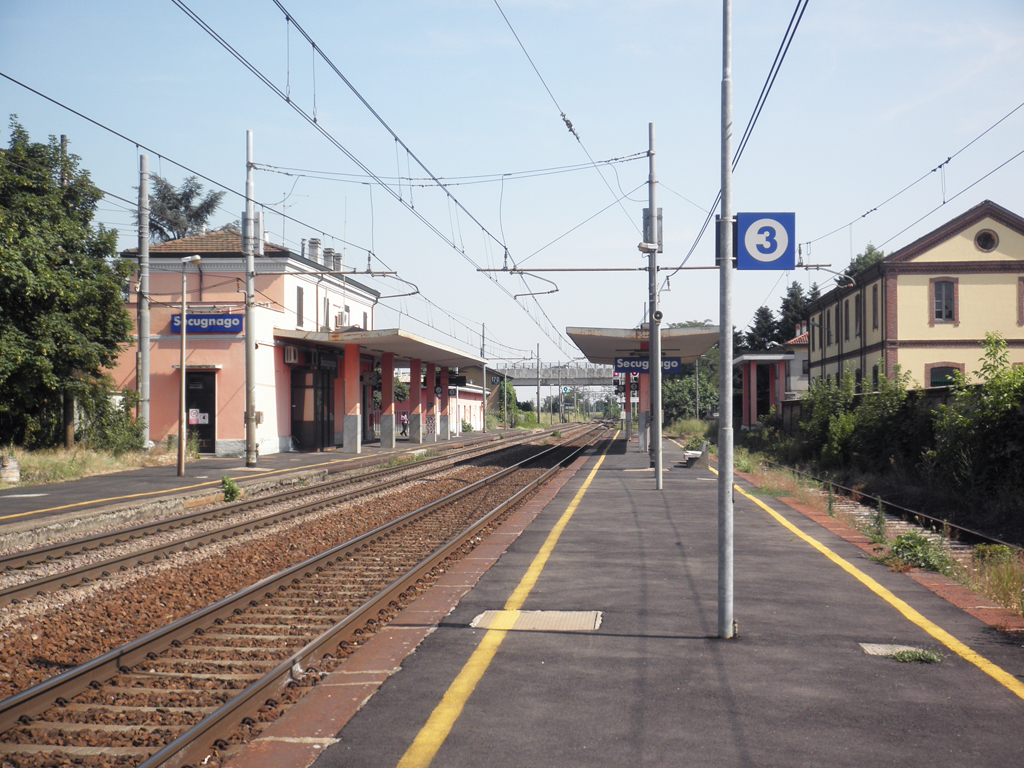
Il piazzale binari

La stazione entrò in funzione nel 1861, quando fu aperto all'esercizio il tronco ferroviario da Milano a Piacenza. Fu realizzata in aperta campagna, allo scopo di spezzare la lunga tratta da Lodi a Casalpusterlengo.
Fino ad anni recenti, la stazione era interessata da un certo traffico merci, favorito dalla presenza di un raccordo ferroviario verso un'industria casearia.

## Traffico
La stazione è servita da treni regionali della relazione Milano-Lodi-Piacenza, espletati da Trenord nell'ambito del contratto di servizio stipulato con la regione Lombardia.